# Bring 'Em Down
Bring 'Em Down è un singolo del gruppo musicale gallese Lostprophets, pubblicato nel 2012 ed estratto dall'album Weapons.

## Tracce
- Download digitale

1. Bring 'Em Down (album version) – 4:09
2. Better Off Dead – 3:37

## Formazione
- Ian Watkins – voce
- Jamie Oliver – piano, synth, tastiera, sampler, voce
- Lee Gaze – chitarra
- Mike Lewis – chitarra
- Stuart Richardson – basso
- Luke Johnson – batteria, percussioni